# Dubai Media City

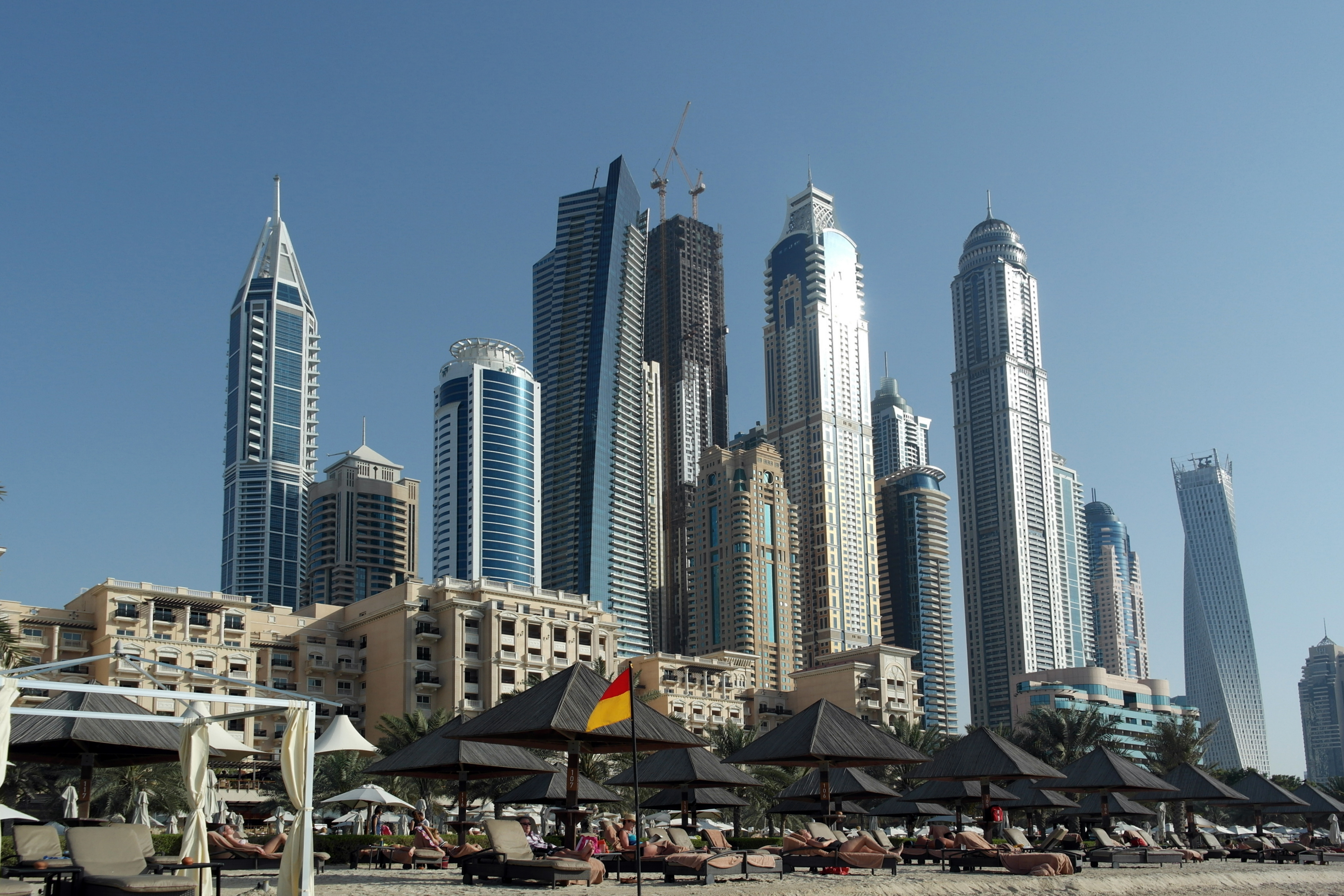
Vista de los rascacielos en la zona de Dubai Media City.

Dubai Media City o DMC es una zona libre de impuestos dentro de Dubái, Emiratos Árabes Unidos. Forma parte del Dubai Holding. 
Fue construido por el Gobierno de Dubái para impulsar la colocación de medios de los Emirato Árabes Unidos, y se convirtió en el centro regional para diversas organizaciones la rama: agencias de noticias, publicidad y producción, entre otros.
Cuando esté finalizado tendrá un total de 84 torres.
Algunos de los más grandes medios establecidos en el Dubai Media City son:
- APTN
- Reuters
- CNN
- BBC World
- Bloomberg L.P.
- CNBC Arabiya
- Voice of America (VoA)
- Showtime Arabia
- Middle East Broadcasting Center — MBC
- Persian Music Channel — PMC
- Ten Sports — Taj Television Ltd
- ARY Digital Network
- Geo TV